# 花のまちコンクール

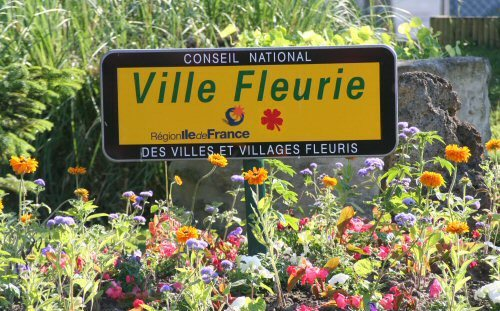
花のまちコンクールで一つ花を獲得したプレートを飾る自治体

花のまちコンクール （はなのまちコンクール、Entente Florale）は、国際的な園芸の大会。町村部門と市部門とに分けられている。1977年にイギリス＝フランスの二カ国で始まったが、現在はアイルランド、ベルギー、オランダ、イタリア、ドイツ、オーストリア、スロベニア、クロアチア、チェコ、ハンガリーなど、ヨーロッパ諸国がこぞって参加する大会となっている。
国内大会を勝ち上がって国の代表となり、本大会へ進むシステムとなっている。

## 近年の優勝自治体
- 2004年 - ハロゲイト（町村部門）
- 2005年 - シェフィールド（市部門）
- 2006年 - カーディフ（市部門）
- 2007年 - メヘレン（市部門）
- 2008年 - レターケニー

## フランスでの試み

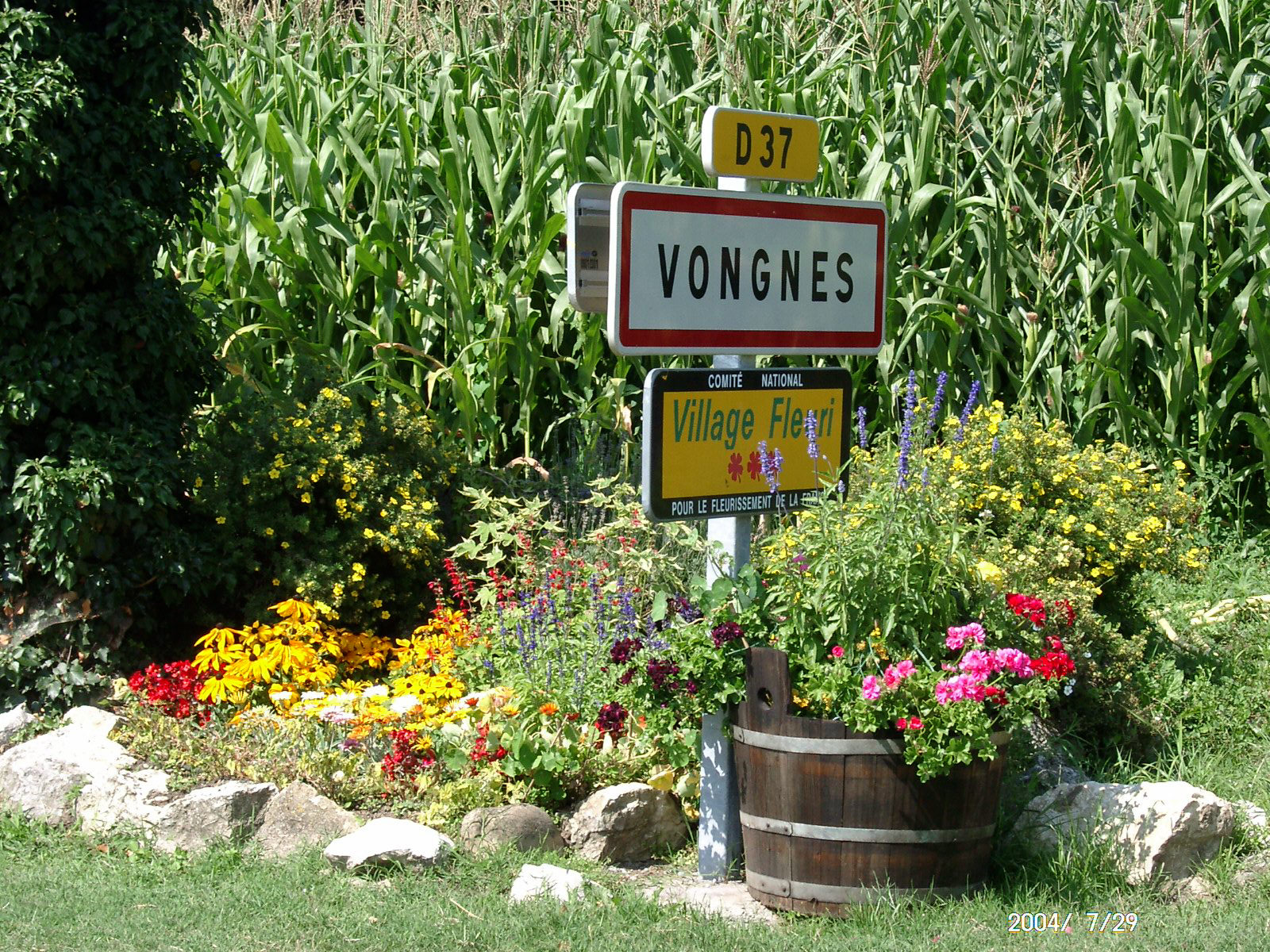
三つ花を獲得したアン県ヴォンニュ村のプレート

フランスでは地方自治体の緑化を推進する目的で、1901年の法令に基づき観光省が組織した『町村園芸会議』（Conseil national des villes et villages fleuris）からスタートした。コンクール初年度はコミューンの参加が600であったが、1972年には5,300、1993年には10,000を越え、2003年には12,000のコミューンが参加した。審査によって優秀とされると、『花のまち』（Ville fleurie または Village fleuri）と書かれ、四つ花から一つ花までの段階を示すプレートが授与される。このプレートを各コミューンは自治体の入り口に貼ることができる。2005年には、2,806のコミューンがこのプレートを手に入れた。
2005年度の花の内訳は以下の通り（数字はコミューンの数）
- 四つ花 - 196
- 三つ花 - 644
- 二つ花 - 885
- 一つ花 - 1,081